# Ни (слово)
Ни, грчки Νι или Νυ (велико слово Ν, мало слово ν) је тринаесто слово грчког алфабета. У систему грчких цифара има вредност 50. Изведено је од феничанског Нун . Слова која су настала су латиничко N и мало v.

## Употреба

### Грчки
У старогрчком ово слово се писало као νῦ.

### Физика
У физици са ν се обележава:
- вискозност у механици флуида
- просторна фреквенција